# Cognomi francesi
I cognomi francesi sono formati da una parola data a una famiglia per distinguerla dalle altre famiglie che componevano un gruppo sociale.
Il gran numero di variazioni ortografiche di alcuni nomi (fino a quaranta) e la presenza nel territorio della Francia metropolitana di lingue non appartenenti alla famiglia della lingua d'oïl come l'occitano, il corso, il bretone, il basco, il catalano, l'alsaziano, il franco lorreno e il fiammingo è uno fattori che spiegano la grande varietà dei cognomi francesi e la frequenza dei cognomi "rari" (portati da meno di 50 persone) è stimato al 50% del totale dei cognomi. Secondo una fonte, 300.000 persone in Francia sono le uniche e ultime che portano il loro cognome, mentre una cifra uguale di francesi porta il cognome più frequente: Martin.

## Storia
L'onomastica romana (prenome, nomen, cognomen) si diffuse in Gallia con l'espansione dell'impero ma scomparve con le invasioni barbariche che introdussero l'usanza germanica del nome unico, singoli nomi che non si trasmettevano da un generazione all'altra. Con il cristianesimo i nomi di battesimo cristiani presero il sopravvento sui nomi germanici o latini e le persone in genere adottarono i nomi dei santi.
Nelle famiglie aristocratiche del medioevo, il nome individuale (di solito corrispondente al nome di nascita) venne gradualmente accompagnato da un secondo nome, tratto dal feudo, una caratteristica fisica o morale, da un altro nome o una caratteristica o l'impresa di un antenato. Questi nomi divennero con il tempo ereditari.
In Francia, il fenomeno dei cognomi ereditari si estese a tutta la popolazione nel XIV secolo, quando con l'aumento della popolazione non si potevano più distinguere gli individui semplicemente attraverso il nome unico. Si diffusero così nomignoli per distinguersi dagli omonimi. Persone diverse con lo stesso nome si distinguevano attraverso l'uso di un soprannome, uno pseudonimo, il nome del padre o patronimico (es. Martin de Jean o de Luc), il luogo di residenza o provenienza (es. angevin), il nome del mestiere (es. boucher, macellaio), una caratteristica fisica o del carattere (es. le bon, buono, Martineau, il piccolo Martin).
Nel 1474, Luigi XI vietò la modifica del cognome senza un permesso regio. Nel 1539, l'Ordinanza di Villers-Cotterêts impose l'obbligo di registrare in un libro rilegato a mano, firmato, e doppio, tutti gli atti di battesimo, matrimonio e sepoltura. Questo ordine generalizzò la registrazione per iscritto, da parte della Chiesa, dei cognomi e tese a uniformare l'ortografia.
Dopo la rivoluzione francese, con la creazione dei Comuni, la registrazione sul registro civile fu affidata ai sindaci che potevano delegarla ad un ufficiale di stato civile senza distinzione di confessione.

## Cognomi più diffusi
I 20 cognomi più frequenti in Francia sono:
- Martin
- Bernard
- Dubois
- Thomas
- Robert
- Richard
- Petit
- Durand

- Leroy
- Moreau
- Simon
- Laurent
- Lefebvre
- Michel
- Garcia
- David
- Bertrand
- Roux
- Vincent
- Fournier